# 1936 في إسبانيا
فيما يلي قوائم الأحداث التي وقعت خلال عام 1936 في إسبانيا.

## المناصب
- الرئيس مانويل أثانيا.
- رئيس الوزراء: سانتياغو كاساريس كيروغا.

## أحداث داخلية

### يناير
- 7 يناير – قام رئيس الجمهورية نيسيتو ألكالا زامورا بحل الكورتيس والدعوة إلى انتخابات جديدة.
- 15 يناير - اتحدت أحزاب اليسار الإسباني في منظومة الجبهة الشعبية للدخول في الانتخابات.

### فبراير
- 16 فبراير - فازت الجبهة الشعبية الانتخابات الإسبانية العامة 1936.
- 17 فبراير:
  - الاعتداء على مقرات الأحزاب وغرف أخبار الصحف اليمينية.
  - وافق رئيس الحكومة مانويل بورتيلا بإعادة فتح بيت الشعب (Casas del Pueblo) مقر حزب PSOE المغلق منذ 1934.
  - تمرد السجناء السياسيين في سجون قرطاجنة وفالنسيا.
- 19 فبراير - شكل مانويل أثانيا حكومة جديدة واستثنى منها الاشتراكيين.
- 21 فبراير - قانون العفو الجديد لمساجين ثورة 1934.
- 23 فبراير:
  - ألقي القبض على الجنرال لوبيز أوتشوا لمسؤوليته في قمع أكتوبر 1934.
  - تعليق دفع أجور عمال اليومية في أندلسيا.
- 26 فبراير:
  - أعيد تشكيل حكومة كاتالونيا وإعادة انتخاب لويس كومبنيس من برلمان كتالونيا.
  - أصبحت الماركسية دولوريس إيباروري نائبة لرئيس البرلمان الإسباني.

### مارس
- 2 مارس - بدأت الاستعدادات في كاسبي لإعداد قانون الحكم الذاتي لأراغون 1936.
- 10 مارس - هجوم على النائب الاشتراكي في الكورتيس لويس خيمينيز دي أسيا من مسلح فلانخي قتل فيه مرافقه.
- 13 مارس - قامت مجموعة من المتطرفين اليساريين بإشعال النار في مقر صحيفة «لا ناسيون» اليومية التابعة لكالفو سوتيلو في مدريد.
- 14 مارس - أعلن أن الكتائب الإسبانية (الفلانخي) غير ديمقراطية وغير شرعية وطلب اعتقال مؤسسها خوسيه أنطونيو بريمو دي ريفيرا.
- 16 مارس:
  - قرار بمصادرة الأراضي الكبيرة من أصحابها في أندلسيا.
  - تعيين دييغو مارتينيز باريو رئيسا للبرلمان.
- 24 مارس: وفاة وزير العمل السابق ألفريدو مارتينيز متأثرا بجراح أصيب بها من هجوم بعض الماركسيين عليه قبل يومين.
- 25 مارس: نحو ستين ألف فلاح احتلوا الأراضي كبيرة في إكستريمادورا.
- 28 مارس: دخول خوسيه أنطونيو بريمو دي ريفيرا زعيم الفلانخي الإسبانية السجن.

### أبريل
- 1 أبريل - اندماج اتحاد الشباب الاشتراكي مع اتحاد الشباب الشيوعي لإنشاء الشباب الاشتراكي الموحد (JSU).
- 5 أبريل - تجمع كبير لتوحيد مليشيا الاشتراكيين والشيوعيين في لاس فينتاس.
- 7 أبريل - استقالة رئيس الجمهورية ألكالا زامورا عن منصبه بعد توجيه اللوم. وحل دييغو مارتينيز باريو محله مؤقتًا.
- 9 أبريل – تعيين سانتشث ألبورنوث سفير إسبانيا لدى البرتغال.
- 13 أبريل: اغتالت مليشيا الفلانخي قاضي الاستماع الذي أدان من هاجم خيمينيز دي أسوا.
- 14 أبريل: أحداث مأساوية خلال عرض عسكري في شارع باسيو دي لا كاستيلانا في مدريد إحياءً للذكرى الخامسة للجمهورية. حيث قتل ضابط بالحرس المدني على أيدي الاشتراكيين وأصيب اثنان آخران.
- 16 أبريل: وقعت حوادث خطيرة خلال جنازة ضابط الحرس المدني، عندما أطلق مسلحون النار على موكب الجنازة في شوارع مدريد، مما تسبب في مناوشات في جميع أنحاء المدينة. وقامت وحدة من حرس الاقتحام بقيادة الملازم كاستيلو بحل المسيرة باستخدام الأسلحة النارية. قتل أحد رجاله أندريس ساينز دي هيريديا ابن عم خوسيه أنطونيو بريمو دي ريفيرا، وجرح كاستيلو نفسه متظاهر كارلي.

### مايو
- 1 مايو - بدأ مؤتمر الاتحاد الوطني للعمل (CNT) في سرقسطة.
- 9 مايو - وفاة نقيب المهندسين كارلوس فارودو، المنتسب لحرس الاقتحام ومدرب الميليشيات الاشتراكية، في إطلاق نار نسب إلى الفلانخيين.
- 10 مايو - اعلان أثانيا رئيسا جديدا للجمهورية.
- 12 مايو - شكل سانتياغو كاساريس كيروغا حكومته الجديدة.
- 20 مايو - قررت الحكومة إغلاق المدارس الدينية بحجة منع الاعتداء عليها.
- 29 مايو - مواجهة قاسية بين عمال اليومية والحرس المدني في يستي (البسيط).
- 30 مايو - سلم مدير صحيفة "Diario de Navarra" سانخورخو تقرير الخطة التي تم الاعتراف به قائدا للانتفاضة.

### يونيو
- 5 يونيو - نقل بريمو دي ريفيرا إلى سجن أليكانتي.
- 7 يونيو - اجتمع الجنرال كابانياس، آمر الفرقة المركزية الخامسة في سرقسطة، مع مولا في بارديناس رياليس ووافق على الثورة وإرسال أسلحة إلى قوات ريجيتا النافارية، مقابل احترام النظام الجمهوري بعد الانقلاب وعقد برلمان تأسيسي.[1]
- 10 يونيو - اشتباكات بين أنصار الاتحاد الوطني للعمل (CNT) واتحاد العمال العام (UGT) في مالقة.
- 11 يونيو - واصل الحزب التقليدي الكارلي مراسلاته مع مولا للمطالبة بالمشاركة في الانقلاب، وهو مارفضه مولا.
- 16 يونيو - جلسة برلمانية صعبة حول النظام العام بين كالفو سوتيلو وجيل روبلز وبين كاساريس كيروغا ودولوريس إيباروري.
- 23 يونيو - أرسل فرانكو رسالة إلى كاساريس كيروغا لإبلاغه بوجود مؤامرة انقلاب.[2]
- 25 يونيو - تمت الموافقة على النظام الأساسي للباسك في الكورتيس.
- 28 يونيو - جرى استفتاء في غاليسيا حيث الغالبية العظمى لصالح النظام الأساسي للحكم الذاتي.

### يوليو
- 4 يوليو - قام الممول خوان مارش بتسليم شيك فارغ لماركيز لوكا دي تينا مالك صحيفة ABC لتمويل لشراء طائرة تنقل فرانكو إلى المغرب لتولي قيادة قوات المتمردين. وفي اليوم التالي أرسل لوكا دي تينا مراسله لويس بولين إلى لندن لشراء الطائرة. وبناء على نصيحة المخترع في علم الطيران خوان دي لا سيرفا، فقد استأجر دي هافيلاند دراغون رابيد.
- 8 يوليو - اعتقال زعماء فلانخيين بارزين.
- 11 يوليو:
  - هاجمت مجموعة من الفالانخيين محطة إذاعية في فالنسيا وأطلقت إعلانات فاشية.
  - في مقابلة مع الرئيس كاساريس كيروغا سُئل فيها عن شائعات الانتفاضة، فأجاب:«إذن يقولون لي أن الجيش سينتفض؟ حسنا، أنا سآوي إلى الفراش!»
- 12 يوليو - قُتل الملازم خوسيه كاستيلو من حرس الاقتحام وهو عضو في الاتحاد العسكري الجمهوري ضد الفاشية (UMRA) ومدربًا لميليشيات الشباب الاشتراكي، برصاص مجموعة من أربعة فلانخيين.[3]
- 13 يوليو:
  - حرس الاقتحام يغتالون النائب المحافظ خوسيه كالفو سوتيلو.
  - تلقى مولا رسالة مشفرة من فالنتين غالارزا تفيد أن فرانكو يرفض الانضمام إلى الانقلاب. فقرر مولا أن يطير سانخورخو من البرتغال إلى المغرب لتولي القيادة هناك.[4] ولكن بالنهاية انضم فرانكو إلى الانقلاب.
  - طلب الزعيم الاشتراكي إنداليسيو برييتو من كاساريس أن يوزع الأسلحة على العمال في مواجهة خطر التمرد، وهو مما رفضه.
  - في مواجهة التوتر الناشئ، أمرت الحكومة بإغلاق مقر الجماعات السياسية المتعلقة بالفوضوية والكارلية.
- 14 يوليو:
  - وافق مولا بأن تاريخ التمرد يبدأ في 18 يوليو في المغرب و 19 يوليو في بقية إسبانيا.
  - تشييع جنازات الملازم كاستيلو وكالفو سوتيلو.
  - أمرت الحكومة بسحب ترخيص صحيفتين يمينيتين.
- 15 يوليو - علقت الحكومة جلسات البرلمان لمدة ثمانية أيام. وكان الاجتماع الأخير للكورتيز.
- 16 يوليو - مقتل القائد العسكري لغران كناريا الجنرال أماديو بالميس بالرصاص أثناء تنظيف مسدسه. وأكد بعض المؤلفين أن وفاته لم تكن حادثًا لأنه رفض الانضمام إلى الانتفاضة وأن الوفاة أعطت فرانكو الذريعة للذهاب إلى لاس بالماس بعد نيله موافقة وزارة الحرب لحضور جنازته.
- 17 يوليو:
  - انتفاضة الجيش في المغرب. وتمرد الفيلق الإسباني في المغرب، واعتقال الجنرال مانويل روميراليس قائد عام المنطقة الشرقية على يد المتمردين. وتعرض قوات الشرطة الموالية من الحرس المدني وحرس الاقتحام في مدينتي تطوان والعرائش لهجوم من المتمردين. أمر الجنرال فرانكو بقتل ابن أخيه وهو رائد في تطوان بسبب بقائه موالياً للحكومة.
  - من جزر الكناري أعلن فرانكو التمرد لكل إسبانيا، بعدما أصبح المغرب كله تحت يده.
  - قضى رئيس الوزراء سانتياغو كاساريس كيروغا يومه في الاتصال بالإدارات العسكرية الإقليمية المختلفة لتوضيح الوضع. سقوط كلا من بامبلونا وسرقسطة وأوفييدو وسالامانكا وأفيلا وشقوبية وقادس في يد المتمردين.
- 19 يوليو:
  - انتقل فرانكو من جزر الكناري إلى تطوان وتولى قيادة الجيش في إفريقيا.
  - استقالة كاساريس كيروغا من رئاسة حكومة الجمهورية.
  - حاول دييغو مارتينيز باريو تشكيل حكومة جديدة، لكنه فشل في الاتفاق مع الجنرال مولا فتنحى عن الوزارة.
  - شكل خوسيه جيرال حكومة وأمر بتوزيع السلاح على الأهالي.
  - تمرد إشبيلية أهم المدن الأندلس وسقوطها بيد الجنرال المتمرد غونزالو كيبو ديانو.
  - كان من المقرر افتتاح أولمبياد برشلونة الشعبي، احتجاجًا على الألعاب الأولمبية الصيفية 1936 في برلين، عاصمة ألمانيا النازية. ولكن ألغيت بسبب التمرد الجاري في برشلونة، حيث اندلع قتال عنيف في الشوارع بين الشرطة والميليشيات العمالية والقوات الموالية من جهة والمتمردين من جهة أخرى. بعد أن قررت حكومة كتالونيا تسليح الأهالي.
- 20 يوليو:
  - انهزم المتمردون في مدريد وبرشلونة، لكنهم استولوا على مايوركا. في مدريد هاجم حوالي 10,000 مواطن من بينهم ضباط شرطة وجنود ثكنات مونتانا التي سيطر عليها الجنرال المتمرد فانخول ومعه 2500 جندي. عمت الفوضى المكان، حيث كان بعض الجنود في الثكنات يريد الاستسلام ويلوح بعلم أبيض. فيتحرك الحشد نحو الثكنات. في حين يسيطر المتمردون على المكان، فيطلقون عليهم بالرشاشات الثقيلة والقنابل اليدوية، تاركين العديد من الجرحى أو القتلى. فتسبب بهيجان الحشود التي اقتحمت الثكنات وذبحت المدافعين. وكان قائد التمرد الجنرال فانخول من بين القلائل الذين تم أسرهم أحياء.
  - برشلونة: استعادت القوات المشتركة لقوات الشرطة المحلية والميليشيات العمالية والمواطنين السيطرة على المدينة في قتال استمر يومين.
  - مايوركا: سيطر المتمردون على الجزيرة بعد مقاومة شديدة، خاصة في القاعدة الجوية.
  - مقتل زعيم التمرد الجنرال خوسي سانخورخو في حادث سقوط طائرته الصغيرة عند عودته إلى إسبانيا من منفاه في البرتغال. فقد أصر على عكس نصيحة الطيار على أخذ جميع ممتلكاته معه، فتسببت الحمولة الزائدة بسقوط الطائرة بعد اقلاعها.
- 21 يوليو:
  - بدء حصار قصر طليطلة.
  - سيطر المتمردون القوميون على مناطق الاحتلال الإسباني في المغرب وجزر الكناري وجزر البليار باستثناء مينوركا وجزء من إسبانيا شمال سييرا دي جواداراما وإبرة (باستثناء أستورياس وكانتابريا وشمال إقليم الباسك وكاتالونيا). ومن بين المدن الكبرى سيطر المتمردون على إشبيلية، واحتفظ الجمهوريين بمدريد وبرشلونة.
  - طليطلة: بعد ثلاثة أيام من قتال شوارع ضد القوات الموالية للحكومة انسحب حوالي 1000 من أفراد الحرس المدني والاقتحام والفلانخي وحفنة من الطلبة المشاة بقيادة العقيد خوسيه موسكاردو إلى قصر طليطلة، وهي قلعة حجرية على أرض مرتفعة تطل على نهر تاجة والمدينة. وأخذوا معهم عائلاتهم بالإضافة إلى بضع مئات من النساء والأطفال رهائن عندهم، معظمهم من عائلات اليساريين المعروفين.
- 22 يوليو:
  - أضحت قرية فايرموسو (سانتا كروث دي تينيريفه) في لا كومارا وعدد سكانها 4000 نسمة آخر موقع في جزر الكناري سقط بأيدي المتمردين. فقد نظم ضابط الشرطة فرانسيسكو ماس غارسيا مقاومة يائسة. واستمرت المعركة عدة ساعات. وقد حكم على المستشار وضباط الشرطة ورئيس مجلس العمال المحلي بالإعدام.
  - بقيت القوات البحرية والجوية موالية للحكومة. بفضل مبادرة ضابط الصف بنيامين بالبوا، وبقي معظم أفراد البحرية موالين للجمهورية. كان في الخدمة في محطة الإذاعة العسكرية المركزية. حالما علم بالانتفاضة أبلغ وزارة البحرية وألقى القبض على قائده الكابتن كاستور إيبانيز، ثم أمضى الليلة في إبلاغ سفن البحرية بالانتفاضة. شكل البحارة على السفن مجالسًا وسيطروا على السفن، على الرغم من المقاومة الشديدة من الضباط. فقدت إسبانيا ثلاثة أرباع ضباطها البحريين في تلك الليلة، ولكن تم إنقاذ البحرية للجمهورية. أما ضباط القوات الجوية الاسبانية فهم تقليديا جمهوريون جدا، ولكن القوات الجوية لديها عدد قليل من الطائرات، قديمة وعفا عليها الزمن.
- 23 يوليو:
  - أعلن المتمردون القوميون حكومتهم على شكل مجلس الدفاع الوطني الذي اجتمع لأول مرة في برغش.
- 24 يوليو:
  - بدء المساعدات الفرنسية للجانب الجمهوري. وتضمنت المساعدات على إرسال عدد من الطائرات المتقادمة إلى القوات الجوية الجمهورية الإسبانية، لكن حقيقة أن استعداد فرنسا للمساعدة هو أمر مهم من الناحية الأخلاقية لمؤيدي الجمهورية.
  - غادر برشلونة طابور دوروتي وبه حوالي ثلاثة آلاف رجل معظمهم من العمال بقيادة بوينافينتورا دوروتي، وهي أول ميليشيا متطوعة غادرت برشلونة متجهة إلى جبهة أراغون.
- 28 يوليو:
  - وصول أول طائرات ألمانية وإيطالية لمساعدة المتمردين القوميين. وفي أول جسر جوي عسكري كبير في العالم، نقلت الطائرات الألمانية والإيطالية قوات من المغرب إلى إسبانيا متجاوزة الحصار البحري.
- 31 يوليو:
  - حظرت بريطانيا بيع الأسلحة إلى الجمهورية الإسبانية.

### أغسطس
- 1 أغسطس:
  - تحت الضغط البريطاني غيرت فرنسا سياستها المتمثلة في مساعدة جمهورية إسبانيا، وأسست الدولتان معًا لجنة عدم التدخل.
  - في نداء من ماركيز فيينا وملك إسبانيا السابق المنفي ألفونسو الثالث عشر، أرسل موسوليني طائرات لدعم المتمردين. كان موسوليني يريد المال مقابل تلك المساعدة؛ فدفع الملياردير الإسباني خوان مارش ثمن الطائرات الإيطالية. ولأن فرانكو ليس لديه طاقم جوي أو طيارين، فأرسل موسوليني الطائرات مع طيارين إيطاليين. بعد تحطم طائرتين في المحمية الفرنسية بالمغرب، أصبح العالم على دراية بهذا الانتهاك الواضح بعدم التدخل.
- 2 أغسطس:
  - بدأت قوات الفيلق الإسباني المتمرد بقيادة العقيد كارلوس أسينسيو كابانيلاس والرائد أنتونيو كاستيخون التقدم من إشبيلية نحو مدريد.
- 6 أغسطس:
  - وقوع النائب جوسب سونال من يسار كتالونيا الجمهوري ورئيس نادي برشلونة في كمين في غواداراما، وقتل على يد القوات الموالية لفرانكو.
  - وصول الجنرال فرانكو إلى إشبيلية.
- 8 أغسطس:
  - أغلقت فرنسا حدودها مع إسبانيا.
  - بينما لا تزال مايوركا بيد القوميين، عادت إيبيزا وفورمينتيرا إلى الجمهوريين.
- 10 أغسطس:
  - استولى القوميون على ماردة في طريقهم إلى مدريد وعزلوا بطليوس عن الجمهوريين. وإعدام الناشطة الجمهورية المعروفة ليفا على يد القوميين. صد الرائد هيلي رولاندو تيلا هجومًا مضادًا للجيش الجمهوري على المدينة.
- 14 أغسطس:
  - نجحت القوات القومية بقيادة العقيد خوان ياغوي من اقتحام بطليوس، وتوحيد شطري الأراضي القومية. فهرب القائد الجمهوري العقيد إلديفونسو بويجدينجولاس إلى البرتغال. قتل حوالي 4000 شخص أثناء وبعد الهجوم على بطليوس. وفي حلبة مصارعة الثيران المحلية قتل القوميون آلاف الأشخاص بالبنادق الآلية. انظر مذبحة بطليوس.
- 16 أغسطس:
  - بدء معركة مايوركا: حيث هبط الجيش الجمهوري الإسباني على ساحل مايوركا تحت وابل من قصف الطيران الإيطالي. فتمكن الكابتن ألبرتو بايو من تأسيس قاعدة صغيرة على الساحل.
- 19 أغسطس:
  - ألفاكار- غرناطة: قُتل فيديريكو غارسيا لوركا ومعه آخرين، على يد القوميين. وقبل مقتلهم أُجبِروا على حفر قبورهم بأنفسهم. وقد كان العذر الرسمي لاغتيال غارسيا لوركا الوحشي أنه كان مثليًا.
- 24 أغسطس:
  - انضمت إيطاليا وألمانيا رسمياً إلى اتفاقية عدم التدخل. ومنحهم ذلك الانضمام إمكانية المشاركة في الحصار الدولي لإسبانيا: فسمح للسفن الحربية الإيطالية والألمانية بالبقاء في المياه الإقليمية الإسبانية ومنع السفن الأخرى من الوصول إلى الشاطئ الإسباني.

## رياضة
- 5 - 31 مايو – طواف إسبانيا 1936

## مواليد
يناير
- 1 يناير – دليلة ممثلة مصرية.
- 15 يناير – كونسيبسيون بيكيتو
- 29 يناير – خواكين بيرو لاعب كرة قدم إسباني.

مارس
- 20 مارس – لينا مورغان
- 28 مارس – أمانسيو أورتيغا

يونيو
- 22 يونيو – فرناندو أوليفيلا لاعب كرة قدم إسباني.

أغسطس
- 21 أغسطس – فيليسيانو ريفيلا لاعب كرة قدم إسباني.

أكتوبر
- 24 أكتوبر – رافاييل هيرنانديز لاعب كرة قدم إسباني.

ديسمبر
- 6 ديسمبر – إزاسيو كاليخا لاعب كرة قدم إسباني.
- 27 ديسمبر – خوسيه بيريز فرانسيس درّاج طريق إسباني.

## وفيات
يناير
- 5 يناير – رامون ماريا ديل بايي إنكلان (مواليد 1866)

يوليو
- 20 يوليو – خوسي سانخورخو (مواليد 1872)

أغسطس
- 6 أغسطس – جوسب سونال (مواليد 1898) سياسي إسباني.
- 11 أغسطس – بلاس إنفانتي (مواليد 1885) سياسي إسباني.
- 19 أغسطس – فيديريكو غارثيا لوركا (مواليد 1898)

سبتمبر
- 22 سبتمبر – جورج لورينغ مارتينيز (مواليد 1889) مهندس إسباني.

نوفمبر
- 2 نوفمبر – راميرو دي مايثتو (مواليد 1874)
- 20 نوفمبر – خوسي أنطونيو بريمو دي ريفيرا (مواليد 1903)

ديسمبر
- 9 ديسمبر – خوان دي لا ثييرفا (مواليد 1895) مهندس إسباني.
- 31 ديسمبر – ميجيل دي أونامونو (مواليد 1864)